# Green Glacier (glaciär i Antarktis, lat -79,72, long 156,17)
Green Glacier är en glaciär i Antarktis. Den ligger i Östantarktis. Australien gör anspråk på området. Green Glacier ligger 1 620 meter över havet.
Terrängen runt Green Glacier är varierad.  Trakten är obefolkad. Det finns inga samhällen i närheten. 